# عبد الرحمن ظاهر
عبد الرحمن ظاهر كاتب وممثل ومخرج فلسطيني أردني ومؤسس شركة فنجان البلد للإنتاج الفني.

## سيرته
كان ظاهر معروفًا بأفلام «في مواجهة العدالة» (2013)، «فنجان البلد» (2013)، و«سوكاج» (2015). وقد قام بإنشاء وإخراج وإنتاج العديد من المسلسلات التلفزيونية الساخرة والناقدة التي لعب فيها الدور الرئيسي، بالإضافة إلى العديد من البرامج التلفزيونية التي تناولت مواضيع ثقافية وفكرية معاصرة. شغل سابقاً عدة مناصب، من بينها مدير دائرة الإنتاج الفني والإعلامي في مؤسسة وطن الإعلامية، ومدير الإنتاج الدولي في مركز الإعلام بجامعة النجاح الوطنية، إضافة إلى عمله كبيراً للمنتجين في شركة سمالينك للإنتاج الإعلامي في بيروت.

تعرّض لعدة اعتقالات بسبب ذم السلطة الفلسطينية والإساءة إلى رموزها.